# Moraea versicolor
Moraea versicolor är en irisväxtart som först beskrevs av Richard Anthony Salisbury och Friedrich Wilhelm Klatt, och fick sitt nu gällande namn av Peter Goldblatt. Moraea versicolor ingår i släktet Moraea och familjen irisväxter. Inga underarter finns listade i Catalogue of Life.